# 麥金太爾山
87°17′S 153°0′W / 87.283°S 153.000°W
麥金太爾山（英語：Mount McIntyre），是南極洲的山峰，位於阿蒙森海岸，處於丹吉洛海崖東北端，在1934年12月由美國探險隊發現，現時由南極條約體系管理。